# Stadtmauer Sternberg

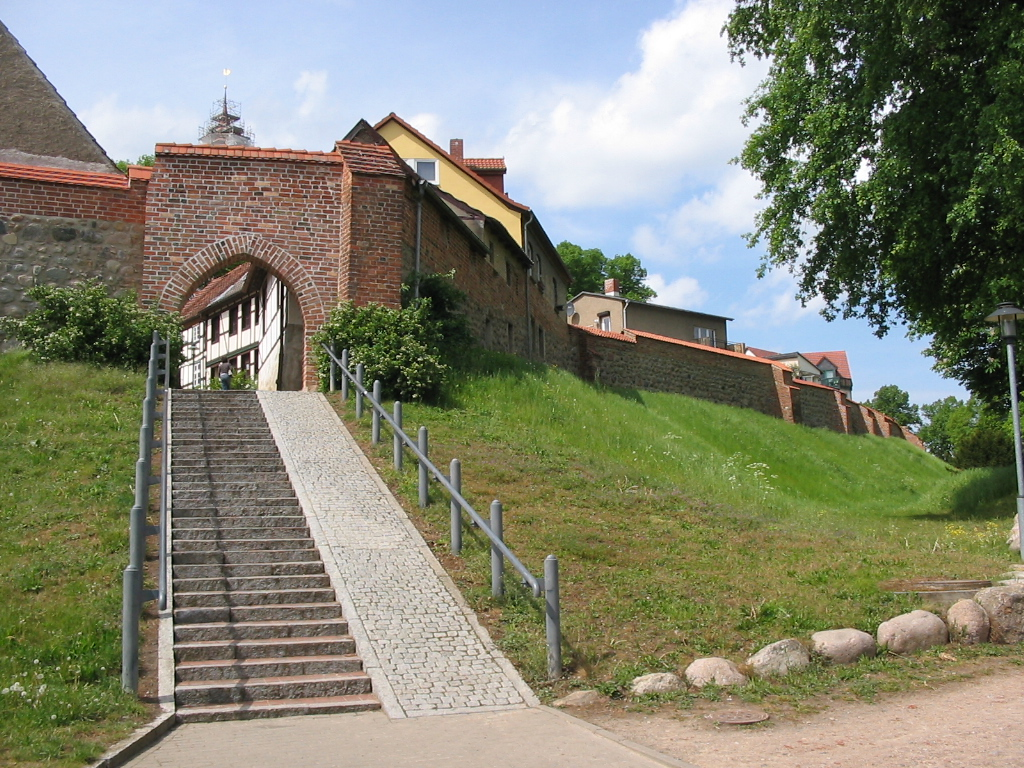
Mühlentor, Stadtmauer und Wall

Die Stadtmauer Sternberg umschloss seit dem Mittelalter die Altstadt von Sternberg. Sie wurde im 17. Jahrhundert zerstört und 1839 wieder aufgebaut.
Die Anlage steht unter Denkmalschutz.

## Geschichte

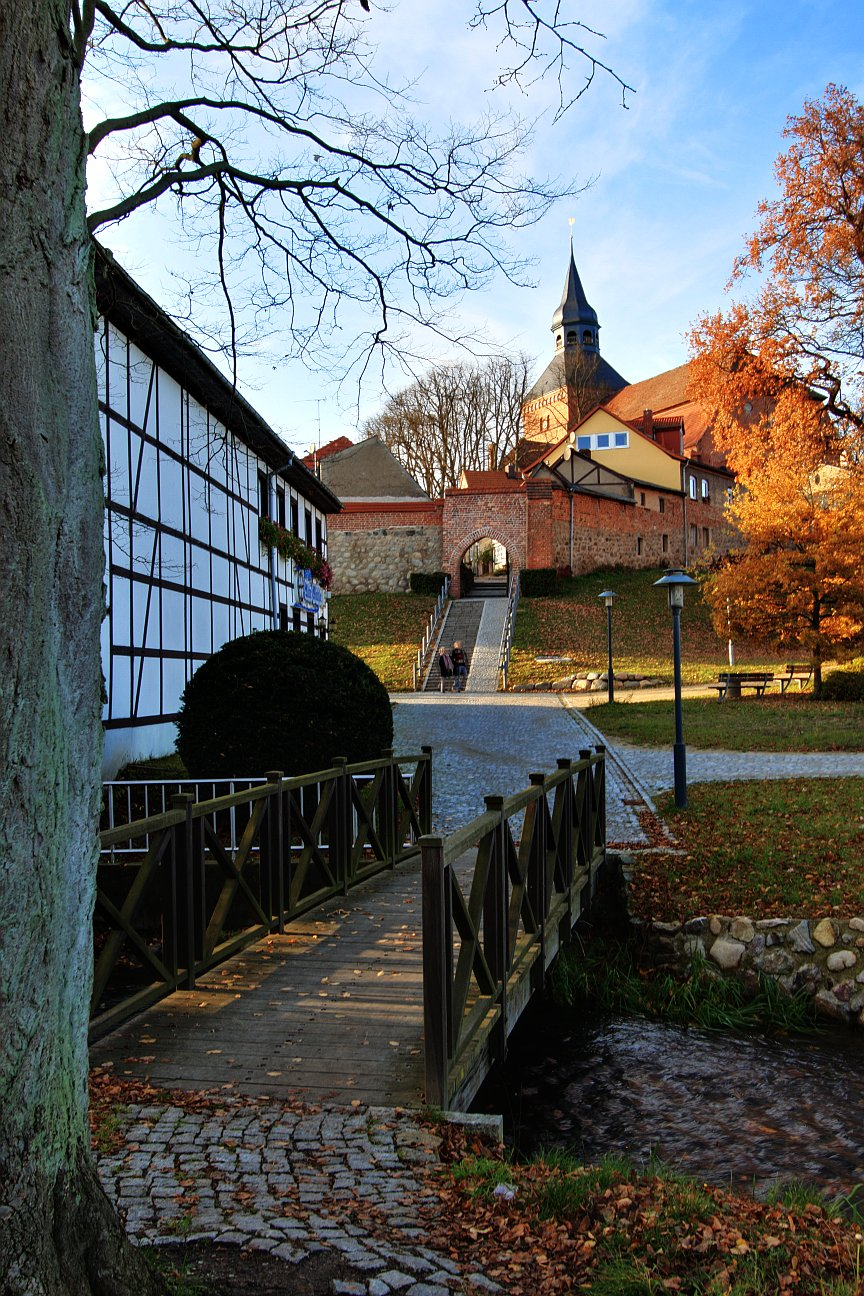
Blick auf Mauer, Tor und Stadtkirche Sternberg

Sterneberch wurde um 1230 bis 1250 planmäßig angelegt. 1248 verlieh der Mecklenburgische Fürst Pribislaw I. Sternberg das Stadtrecht und damit das Recht eine Stadtmauer anzulegen. Sternberg war einst Residenzstadt des Fürsten Heinrich II. (1266–1329), genannt der Löwe. Nach 1549 fanden bis 1913 regelmäßig die  mecklenburgischen Städtelandtage in Sternberg statt.
Nach 1248 entstand die mittelalterliche Stadtbefestigung zunächst wohl als Palisade, dann als Mauer mit der Wallanlage und den vier Stadttoren:
- Im Osten das Mühlentor, ein Teil des Tores wurde 1839 wiederaufgebaut
- Im Südosten das Pastiner Tor das nach Pastin und Güstrow führte
- Im Süden das Kütiner Tor, das nach Parchim führte
- sowie ein weiteres Tor im Nordwesten, das nach Brüel führte.

1468 belagerte Herzog Heinrich IV., der Dicke, die Stadt, konnte aber die Stadt nicht einnehmen. 
1629, während des Dreißigjährigen Krieges (1618–1648), wurde die Stadtmauer zerstört.
1839 wurde sie in ihrer jetzigen Gestalt wiederaufgebaut. Eine Treppe in der Wallanlage führt zum Mühlentor.
Heute sind große Teile der früheren Stadtmauer und der Wallanlagen sowie das in spätgotischer Form erbaute Mühlentor erhalten. Wallmauer und Tor wurden 1998 saniert und seit November 2007 beleuchtet.